# Зальцведель (район)
Зальцведель (нім. Altmarkkreis Salzwedel) — район у Німеччині, у складі федеральної землі Саксонія-Ангальт. Адміністративний центр — місто Зальцведель.

## Населення
Населення району становить 81 986 осіб (станом на 31 грудня 2021).

## Адміністративний поділ
Район складається з 5 міст і 8 громад (нім. Gemeinden), об'єднаних в об'єднання громад (нім. Verbandsgemeinden).
Дані про населення наведені станом на 31 грудня 2021. Зірочками (*) позначені центри об'єднань громад.
| Незалежні міста: 1. Арендзе (6791) 2. Гарделеген (21980) 3. Кальбе (7488) 4. Клетце (9680) 5. Зальцведель (22999) | Об'єднання громад Бетцендорф-Дісдорф * — центр об'єднання 1. Апенбург-Вінтерфельд (1695) 2. Бетцендорф* (3083) 3. Дере (1423) 4. Дісдорф (2292) 5. Юбар (1569) 6. Куфельде (1060) 7. Рорберг (1040) 8. Вальставе (886) |